# Nestrpnost (roman)
Nestrpnost (1988) je fragmentarni onirični roman Lele B. Njatin. 

## Vsebina
Roman »evocira sanjske potujitve vsakdanjosti, erotične obsedenosti, strah pred ničem in travme, ki jih vzbuja ikonografija totalitarnega gospostva, militariziranega, industrializiranega in zideologiziranega sveta« (Juvan 1988) in »uveljavlja avtopoetični slog pisateljice, v tem primeru je ujet v obliki fragmentarne pripovedi, v kateri ima zamolčano enako pomembno vlogo kot povedano. Knjiga je bila ob prvem izidu pa tudi ob ponatisu prodajna uspešnica. Z zgodbo, ki sega v več smeri, od izvorno filozofsko refleksivne preko družbeno kritične do ljubezenske, se je poistovetila predvsem generacija, rojena okoli 1960, širše bralstvo pa je knjiga pritegnila z motivi vojne.« (Bližji knjigi)
1991 je Neven Korda Andrič po romanu posnel film.

## Izdaje in prevodi
- 1988 v zbirki Aleph, spremna beseda Tomo Virk, 1989 nagrada zlata ptica (COBISS)
- 1991 spremna beseda Tomo Virk in Tine Hribar (COBISS)
- 1997 Netrpeljivost, prevedel Edo Fičor, Zagreb: Naklada MD (Biblioteka Quorum, 66), spremna beseda Tine Hribar (COBISS)
- 2018 Ljubljana: Center za slovensko književnost (COBISS)

## Kritika in literarna zgodovina o romanu
Fragmentarni roman Nestrpnost je prvikrat izšel 1988, ponatisnili pa so ga 1991, obakrat pri založbi Aleph, Ljubljana. Konec lanskega leta ga je ta založba na mojo pobudo izdala tretjič in mi prepustila uredništvo knjige. Romanu sem dodala fragmente, ki so bili napisani istočasno s prvotno objavljenimi, vendar takrat niso bili uvrščeni. Pisala sem ga na roko, na različne kose papirja. V tretji izdaji sem spremenila tudi zapovrstje delov romana. Zdaj pride do izraza, da gre za ljubezensko zgodbo, čeprav nobeden izmed novouvrščenih fragmentov ne pripoveduje o ljubezni. Skoraj vsi pripovedujejo o smrti. Okvir dogajanja v romanu je vojna. Ljubezen v njem pa je tisto, kar dva sicer močno potiska v naročje drug drugega, a zavoljo nje si navsezadnje dopustita samost, saj le v samosti lahko prispevata k prenovi skupnosti. Objavljeni fragment je eden izmed novouvrščenih v tretjo izdajo. (Njatin 2019)
Drznost Nestrpnosti je prav v tem, da ne popušča. Da besa nad šibkostjo samote ne skuša prikriti in da ljubosumja ne preoblači v nikakršno strpnost, v nikakršno pristajanje, se pravi v nikakršno zaostajanje v sopotništvu s končnostjo. (Hribar 1988
Tekst, v katerem mnogi med nami lahko prepoznamo koščke svojih čudovitih sanj in zagatne nočne more. (Aleš Debeljak)
Proza Lele B. Njatin je brutalna, poetična in čvrsta. Njena moč se podvaja: kar ni napisano, bo prišlo za vami. (Virk)
Osrednja motiva sta vojna in posameznikova samota ter odtujenost, za katero družba nima razumevanja. 